# (32299) Srinivas
Pour les articles homonymes, voir Srinivas.
(32299) Srinivas est un astéroïde de la ceinture principale.

## Description
(32299) Srinivas est un astéroïde de la ceinture principale. Il fut découvert le 24 août 2000 à Socorro par le projet LINEAR. Il présente une orbite caractérisée par un demi-grand axe de 2,77 UA, une excentricité de 0,10 et une inclinaison de 7,4° par rapport à l'écliptique.

## Compléments